# Пастрмалия
Пастрмалия (макед. Пастрмалија) — традиционный пирог македонской кухни. Представляет собой открытый пирог овальной формы с нарезанными кусочками мяса сверху. Название происходит от слова «пастрма» — солёная и высушенная баранина, которое, в свою очередь, восходит к турецкому слову «pastırma» (бастурма). Ежегодно в Македонии проводится фестиваль «Питияда», одним из главных блюд которого является пастрмалия. Рекордную по размерам пастрмалию приготовили в 2016 году, потратив 40 кг теста, 50 кг мяса и 580 яиц: масса пирога составила 55 кг, длина 4 м, а всего его попробовали 70 тысяч человек, отведав 17 тысяч порций
.

## Вариант рецепта
Существуют несколько вариантов рецепта пастрмалии. Один из рецептов является традиционным для города Штип. Изначально берётся свинина, которая рубится на мелкие кубики и смешивается с солью, красным и чёрным перцем, настаивается в течение ночи. На следующий день тесто замешивается без дрожжей, делится на 3-4 части и оставляется на некоторое время, после чего вытягивается в форме лодки и запекается без масла. Затем туда заливаются две ложки свиного сала, и тесто выпекается 35 минут при температуре 250 °C, пока не подрумянится. Далее очищается от масла и выпекается ещё 5 минут, после добавляется мясо и настаивается ещё 15 минут.